# مقاطعة ليغيونو
ليغيونو (بالبولندية: powiat legionowski)‏ هي وحدة إدارة إقليمية وحكومة محلية (بوفية) في محافظة مازوفيا شرق-وسط بولندا. أنشأت في 1 يناير 1999، نتيجة إصلاحات الحكومة المحلية البولندية التي حصلت في عام 1998. أكبر وحدة إدارية وأكبر مدينة في المقاطعة هي ليغيونو، التي تقع على بعد 22 كيلومتر (14 ميل) إلى الشمال من مدينة وارسو. تليها مدينة سيروك، وتقع على بعد 17 كيلومتر (11 ميل) إلى الشمال الشرقي من ليغوينو.
تغطي المقاطعة مساحة قدرها 389.86 كم². ويبلغ عدد سكانها 96497 نسمة وفقا لتعداد 2006. منهم 50,698 نسمة في ليغيونو و3,721 في غمينا سيروك و42,078 نسمة في المناطق الريفية.